# Мунчел (Клуж)
Мунчел (рум. Muncel) — село у повіті Клуж в Румунії. Входить до складу комуни Кицкеу.
Село розташоване на відстані 361 км на північний захід від Бухареста, 54 км на північ від Клуж-Напоки.

## Населення
За даними перепису населення 2002 року у селі проживали 263 особи, усі — румуни. Усі жителі села рідною мовою назвали румунську.